# Mâncio Lima
Mâncio Lima est une ville brésilienne de l'ouest de l'État de l'Acre. Sa population était estimée à 12 747 habitants en 2006. La municipalité s'étend sur 4 672 km2.

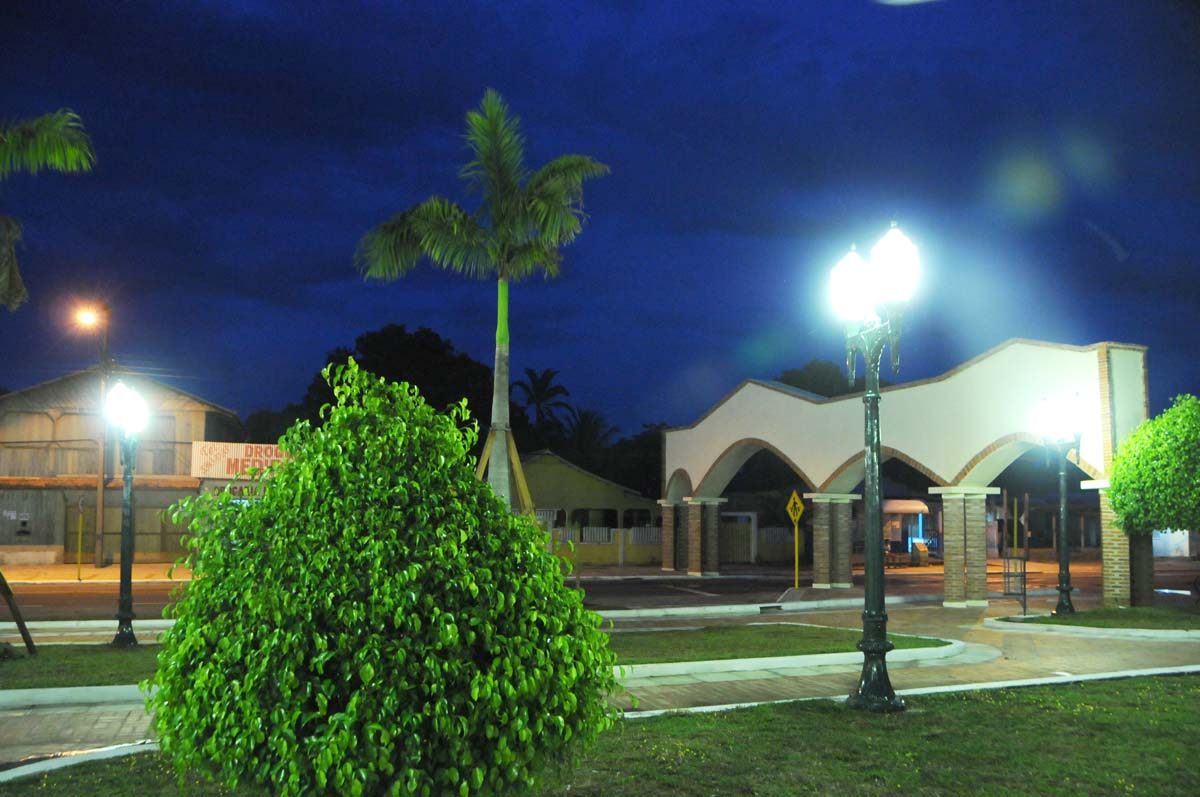

## Maires
| Période | Période | Identité                | Étiquette | Qualité |
| ------- | ------- | ----------------------- | --------- | ------- |
| 2009    | 2012    | Cleidson de Jesus Rocha | PMDB      |         |